# Grassendorf
Grassendorf település Franciaországban, Bas-Rhin megyében. Lakosainak száma 258 fő (2022. január 1.). Grassendorf Alteckendorf, Ettendorf, Huttendorf, Morschwiller és Val-de-Moder községekkel határos.

## Népesség
A település népességének változása:
| Lakosok száma | 221  | 240  | 253  | 250  | 249  | 250  | 253  | 255  | 258  |
|               | 2013 | 2015 | 2016 | 2017 | 2018 | 2019 | 2020 | 2021 | 2022 |